# Kiss FM
Kiss FM – stacja radiowa, dawniej działająca w Poznaniu w latach 2002–2007, nadająca na częstotliwości 93,5 MHz. 
Radio adresowało swój program głównie do ludzi młodych i grało w formacie muzycznym rhythmic CHR. Na antenie dominowała muzyka z gatunków dance, r'n'b, trance, rzadziej emitowany był hip-hop i rap. Prezenterami radia był między innymi duet polskich didżejów i producentów Kalwi & Remi, którzy przeszli do Kiss FM z konkurencyjnego radia RMI FM.

## Historia
Rozgłośnia należała do stowarzyszonej z Grupą Radiową Agory spółki Partytura. Kiss FM zaczęło nadawać 29 listopada 2002 r., zastępując wcześniej wykorzystujące tę częstotliwość Radio 93,5 Klasyka FM.
W 2006 roku udziały w spółce Partytura wykupiła spółka Multimedia z zamiarem włączenia poznańskiej stacji do swojej sieci młodzieżowych rozgłośni RMF Maxxx. Przez blisko rok nowy właściciel oczekiwał na zgodę KRRiT na zmianę nazwy i zakup większości udziałów. Przez ten czas Kiss FM nadawało program zbliżony do nadawanego przez stacje RMF Maxxx, jednak wciąż pod własną nazwą.
Ostatecznie radio Kiss FM 1 czerwca 2007 oficjalnie zmieniło nazwę na RMF Maxxx Poznań.